# VM i tennis
Verdensmesterskabet i tennis er gennem tiden blevet afgjort på forskellige måder. 
De første verdensmesterskaber blev afviklet i Paris i 1912, og efter oprettelsen af International Lawn Tennis Federation i marts 1913 blev turneringen i Paris anerkendt som officielt verdensmesterskab på hardcourt (dengang blev alle andre underlag end græs betragtet som hardcourt) af det nyligt stiftede verdensforbund. Samtidig blev Wimbledon-mesterskaberne anerkendt som officielt verdensmesterskab på græsbaner. Endelig grundlagdes et verdensmesterskab i tennis på overdækket bane, som i modsætning til de to andre verdensmesterskaber, som fast afvikledes i henholdsvis Paris og London, blev spillet et nyt sted hvert år.
Disse verdensmesterskaber eksisterede indtil ca. 1924, hvor International Lawn Tennis Federation nedlagde de tre verdensmesterskabsbegreber og i stedet begyndte at operere med fire såkaldte "major championships": de australasiatiske mesterskaber, de franske mesterskaber, Wimbledon-mesterskaberne og de amerikanske mesterskaber.
Siden 1978 har International Tennis Federation (ITF) en gang om året udpeget "verdensmestre" baseret på spillernes resultater i løbet af året, herunder grand slam-turneringerne, Davis Cup og de ugentlige turneringer på ATP World Tour og WTA Tour.

## Verdensmesterskaber 1912-24
De første verdensmesterskaber blev afviklet i Paris i 1912, og efter oprettelsen af International Lawn Tennis Federation i marts 1913 blev turneringen i Paris anerkendt som officielt verdensmesterskab på hardcourt (dengang blev alle andre underlag end græs betragtet som hardcourt) af det nyligt stiftede verdensforbund. Samtidig blev Wimbledon-mesterskaberne anerkendt som officielt verdensmesterskab på græsbaner. Endelig grundlagdes et verdensmesterskab i tennis på overdækket bane, som i modsætning til de to andre verdensmesterskaber, som fast afvikledes i henholdsvis Paris (bortset fra i 1922, hvor Bruxelles var værtsby) og London, blev spillet et nyt sted hvert år.
Disse verdensmesterskaber var (ligesom alle andre aktiviteter under International Lawn Tennis Federation) forbeholdt amatører og eksisterede indtil 1923-24, hvor International Lawn Tennis Federation nedlagde de tre verdensmesterskabsbegreber og i stedet begyndte at operere med fire såkaldte "major championships": de australasiatiske mesterskaber, de franske mesterskaber, Wimbledon-mesterskaberne og de amerikanske mesterskaber, dvs. de turneringer, der i dag kendes som grand slam-turneringer.

### VM på hardcourt
| Verdensmestre i tennis på hardcourt (grus) |                  |                       |                                         |                                      |                                   |            |
| År                                         | Herresingle      | Damesingle            | Herredouble                             | Damedouble                           | Mixed double                      | Spillested |
| 1912                                       | Otto Froitzheim  | Marguerite Brocquedis | Otto Froitzheim Oskar Kreuzer           | Ikke spillet                         | Anne de Borman Max Decugis        | Paris      |
| 1913                                       | Anthony Wilding  | Mieken Rieck          | Heinrich Kleinschroth Baron von Bissing | Ikke spillet                         | Elizabeth Ryan Max Decugis        | Paris      |
| 1914                                       | Anthony Wilding  | Suzanne Lenglen       | Max Decugis Maurice Germot              | Suzanne Lenglen Elizabeth Ryan       | Elizabeth Ryan Max Decugis        | Paris      |
| 1920                                       | William Laurentz | Dorothy Holman        | André Gobert William Laurentz           | Dorothy Holman Phyllis Satterthwaite | Germaine Golding William Laurentz | Paris      |
| 1921                                       | Bill Tilden      | Suzanne Lenglen       | André Gobert William Laurentz           | Germaine Golding Suzanne Lenglen     | Suzanne Lenglen Max Decugis       | Paris      |
| 1922                                       | Henri Cochet     | Suzanne Lenglen       | Jean Borotra Henri Cochet               | Suzanne Lenglen Elizabeth Ryan       | Suzanne Lenglen Henri Cochet      | Bruxelles  |
| 1923                                       | Bill Johnston    | Suzanne Lenglen       | Jacques Brugnon Marcel Dupont           | Geraldine Beamish Kitty McKane       | Suzanne Lenglen Henri Cochet      | Paris      |

### VM på græsbane
| Verdensmestre i tennis på græsbane |                  |                           |                                     |                                            |                                          |
| År                                 | Herresingle      | Damesingle                | Herredouble                         | Damedouble                                 | Mixed double                             |
| 1913                               | Anthony Wilding  | Dorothea Lambert Chambers | Herbert Roper Barrett Charles Dixon | Winifred McNair Dora Boothby               | Hope Crisp Agnes Tuckey                  |
| 1914                               | Norman Brookes   | Dorothea Lambert Chambers | Norman Brookes Anthony Wilding      | Elizabeth Ryan Agnes Morton                | James Cecil Parke Ethel Thomson Larcombe |
| 1919                               | Gerald Patterson | Suzanne Lenglen           | Ronald Thomas Pat O'Hara Wood       | Suzanne Lenglen Elizabeth Ryan             | Randolph Lycett Elizabeth Ryan           |
| 1920                               | Bill Tilden      | Suzanne Lenglen           | Chuck Garland R. Norris Williams    | Suzanne Lenglen Elizabeth Ryan             | Gerald Patteson Suzanne Lenglen          |
| 1921                               | Bill Tilden      | Suzanne Lenglen           | Randolph Lycett Max Woosnam         | Suzanne Lenglen Elizabeth Ryan             | Randolph Lycett Elizabeth Ryan           |
| 1922                               | Gerald Patterson | Suzanne Lenglen           | James Anderson Randolph Lycett      | Suzanne Lenglen Elizabeth Ryan             | Pat O'Hara Wood Suzanne Lenglen          |
| 1923                               | Bill Johnston    | Suzanne Lenglen           | Randolph Lycett Leslie Godfree      | Suzanne Lenglen Elizabeth Ryan             | Randolph Lycett Elizabeth Ryan           |
| 1924                               | Jean Borotra     | Kitty McKane              | Francis Hunter Vincent Richards     | Hazel Hotchkiss Wightman Helen Wills Moody | John Gilbert Kitty McKane                |

### VM på overdækket bane
| Verdensmestre i tennis på overdækket bane |                  |                       |                                       |                                  |                                     |              |
| År                                        | Herresingle      | Damesingle            | Herredouble                           | Damedouble                       | Mixed double                        | Spillested   |
| 1913                                      | Anthony Wilding  | Helen Aitchison Leisk | Max Decugis Maurice Germot            | Ikke spillet                     | Max Decugis Katie Gillou Fenwick    | Stockholm    |
| 1919                                      | Andre Gobert     | Dorothy Holman        | Andre Gobert William Laurentz         | Geraldine Beamish Kitty McKane   | Max Decugis Geraldine Beamish       | Paris        |
| 1920                                      | Gordon Lowe      | Geraldine Beamish     | Percival Davson Theodore Mavrogordato | Geraldine Beamish Kitty McKane   | Francis Fisher Irene Bowder Peacock | London       |
| 1921                                      | William Laurentz | Elsebeth Brehm        | Maurice Germot William Laurentz       | Elsebeth Brehm Ebba Meyer        | Erik Tegner Elsebeth Brehm          | København    |
| 1922                                      | Henri Cochet     | Germaine Golding      | Henri Cochet Jean Borotra             | Germaine Golding Jeanne Vaussard | Jean Borotra Germaine Golding       | Sankt Moritz |
| 1923                                      | Henri Cochet     | Kitty McKane          | Henri Cochet Jean Couiteas            | Geraldine Beamish Kitty McKane   | Walter C. Crawley Kitty McKane      | Barcelona    |

## ITF-verdensmestre
Siden 1978 har International Tennis Federation (ITF) en gang om året udpeget "verdensmestre" baseret på spillernes resultater i løbet af året, herunder grand slam-turneringerne, de ugentlige turneringer på ATP World Tour og WTA Tour, holdturneringerne Davis Cup og Fed Cup samt (i olympiske år) det olympiske mesterskab i tennis. For seniorernes vedkommende blev der i begyndelsen kåret to verdensmestre hvert år – en i herresingle og en i damesingle. I 1996 blev singletitlerne suppleret med to doubletitler – en i herredouble og en i damedouble. Der er ikke blevet kåret ITF-verdensmestre i mixed double i denne kontekst.
Samtidig med seniortitlerne indførtes også to VM-titler for juniorer – en i drengesingle og en i pigesingle. I 1982 blev disse suppleret med titler i drenge- og pigedouble. Siden 2004 har de to titler for hvert køn været fusioneret, således at der nutildags årligt kåres én dreng og én pige som juniorverdensmestre.
Siden 1991 er der endvidere kåret ITF-verdensmestre i kørestolstennis.

### Senior

#### Single
| År   | Herresingle        | Damesingle              |
| ---- | ------------------ | ----------------------- |
| 1978 | Björn Borg         | Chris Evert             |
| 1979 | Björn Borg (2)     | Martina Navratilova     |
| 1980 | Björn Borg (3)     | Chris Evert (2)         |
| 1981 | John McEnroe       | Chris Evert (3)         |
| 1982 | Jimmy Connors      | Martina Navratilova (2) |
| 1983 | John McEnroe (2)   | Martina Navratilova (3) |
| 1984 | John McEnroe (3)   | Martina Navratilova (4) |
| 1985 | Ivan Lendl         | Martina Navratilova (5) |
| 1986 | Ivan Lendl (2)     | Martina Navratilova (6) |
| 1987 | Ivan Lendl (3)     | Steffi Graf             |
| 1988 | Mats Wilander      | Steffi Graf (2)         |
| 1989 | Boris Becker       | Steffi Graf (3)         |
| 1990 | Ivan Lendl (4)     | Steffi Graf (4)         |
| 1991 | Stefan Edberg      | Monica Seles            |
| 1992 | Jim Courier        | Monica Seles (2)        |
| 1993 | Pete Sampras       | Steffi Graf (5)         |
| 1994 | Pete Sampras (2)   | Arantxa Sánchez Vicario |
| 1995 | Pete Sampras (3)   | Steffi Graf (6)         |
| 1996 | Pete Sampras (4)   | Steffi Graf (7)         |
| 1997 | Pete Sampras (5)   | Martina Hingis          |
| 1998 | Pete Sampras (6)   | Lindsay Davenport       |
| 1999 | Andre Agassi       | Martina Hingis (2)      |
| 2000 | Gustavo Kuerten    | Martina Hingis (3)      |
| 2001 | Lleyton Hewitt     | Jennifer Capriati       |
| 2002 | Lleyton Hewitt (2) | Serena Williams         |
| 2003 | Andy Roddick       | Justine Henin           |
| 2004 | Roger Federer      | Anastasija Myskina      |
| 2005 | Roger Federer (2)  | Kim Clijsters           |
| 2006 | Roger Federer (3)  | Justine Henin (2)       |
| 2007 | Roger Federer (4)  | Justine Henin (3)       |
| 2008 | Rafael Nadal       | Jelena Janković         |
| 2009 | Roger Federer (5)  | Serena Williams (2)     |
| 2010 | Rafael Nadal (2)   | Caroline Wozniacki      |
| 2011 | Novak Djokovic     | Petra Kvitová           |
| 2012 | Novak Djokovic (2) | Serena Williams (3)     |
| 2013 | Novak Djokovic (3) | Serena Williams (4)     |
| 2014 | Novak Djokovic (4) | Serena Williams (5)     |
| 2015 | Novak Djokovic (5) | Serena Williams (6)     |
| 2016 | Andy Murray        | Angelique Kerber        |

#### Double
| År   | Herredouble                            | Damedouble                                  |
| ---- | -------------------------------------- | ------------------------------------------- |
| 1996 | Todd Woodbridge Mark Woodforde         | Lindsay Davenport Mary Joe Fernandez        |
| 1997 | Todd Woodbridge (2) Mark Woodforde (2) | Lindsay Davenport (2) Jana Novotná          |
| 1998 | Jacco Eltingh Paul Haarhuis            | Lindsay Davenport (3) Natasja Zvereva       |
| 1999 | Mahesh Bhupathi Leander Paes           | Martina Hingis Anna Kurnikova               |
| 2000 | Todd Woodbridge (3) Mark Woodforde (3) | Julie Halard-Decugis Ai Sugiyama            |
| 2001 | Jonas Björkman Todd Woodbridge (4)     | Lisa Raymond Rennae Stubbs                  |
| 2002 | Mark Knowles Daniel Nestor             | Virginia Ruano Pascual Paola Suárez         |
| 2003 | Bob Bryan Mike Bryan                   | Virginia Ruano Pascual (2) Paola Suárez (2) |
| 2004 | Bob Bryan (2) Mike Bryan (2)           | Virginia Ruano Pascual (3) Paola Suárez (3) |
| 2005 | Bob Bryan (3) Mike Bryan (3)           | Lisa Raymond (2) Samantha Stosur            |
| 2006 | Bob Bryan (4) Mike Bryan (4)           | Lisa Raymond (3) Samantha Stosur (2)        |
| 2007 | Bob Bryan (5) Mike Bryan (5)           | Cara Black Liezel Huber                     |
| 2008 | Daniel Nestor (2) Nenad Zimonjić       | Cara Black (2) Liezel Huber (2)             |
| 2009 | Bob Bryan (6) Mike Bryan (6)           | Serena Williams Venus Williams              |
| 2010 | Bob Bryan (7) Mike Bryan (7)           | Gisela Dulko Flavia Pennetta                |
| 2011 | Bob Bryan (8) Mike Bryan (8)           | Květa Peschke Katarina Srebotnik            |
| 2012 | Bob Bryan (9) Mike Bryan (9)           | Sara Errani Roberta Vinci                   |
| 2013 | Bob Bryan (10) Mike Bryan (10)         | Sara Errani (2) Roberta Vinci (2)           |
| 2014 | Bob Bryan (11) Mike Bryan (11)         | Sara Errani (3) Roberta Vinci (3)           |
| 2015 | Jean-Julien Rojer Horia Tecău          | Martina Hingis (2) Sania Mirza              |
| 2016 | Jamie Murray Bruno Soares              | Caroline Garcia Kristina Mladenovic         |

### Junior
| 1978 | Ivan Lendl         | Hana Mandlíková      | Ikke kåret                        | Ikke kåret                             | Ikke kåret | Ikke kåret |
| 1979 | Raúl Viver         | Mary-Lou Piatek      | Ikke kåret                        | Ikke kåret                             | Ikke kåret | Ikke kåret |
| 1980 | Thierry Tulasne    | Susan Mascarin       | Ikke kåret                        | Ikke kåret                             | Ikke kåret | Ikke kåret |
| 1981 | Pat Cash           | Zina Garrison        | Ikke kåret                        | Ikke kåret                             | Ikke kåret | Ikke kåret |
| 1982 | Guy Forget         | Gretchen Rush        | Fernando Pérez                    | Beth Herr                              |            |            |
| 1983 | Stefan Edberg      | Pascale Paradis      | Mark Kratzmann                    | Larisa Savtjenko                       |            |            |
| 1984 | Mark Kratzmann     | Gabriela Sabatini    | Agustín Moreno                    | Mercedes Paz                           |            |            |
| 1985 | Claudio Pistolesi  | Laura Garrone        | Petr Korda Cyril Suk              | Mariana Perez-Roldan Patricia Tarabini |            |            |
| 1986 | Jávier Sanchez     | Patricia Tarabini    | Tomás Carbonell                   | Leila Meskhi                           |            |            |
| 1987 | Jason Stoltenberg  | Natasja Zvereva      | Jason Stoltenberg                 | Natalija Medvedeva                     |            |            |
| 1988 | Nicolas Pereira    | Cristina Tessi       | David Rikl Tomáš Anzari           | Jo-Anne Faull                          |            |            |
| 1989 | Nicklas Kulti      | Florencia Labat      | Wayne Ferreira                    | Andrea Strnadová                       |            |            |
| 1990 | Andrea Gaudenzi    | Karina Habšudová     | Mårten Renström                   | Karina Habšudová                       |            |            |
| 1991 | Thomas Enqvist     | Zdeňka Málková       | Karim Alami                       | Eva Martincová                         |            |            |
| 1992 | Brian Dunn         | Rossana de los Ríos  | Enrique Abaroa                    | Nancy Feber Laurence Courtois          |            |            |
| 1993 | Marcelo Ríos       | Nino Louarsabishvili | Steven Downs                      | Cristina Moros                         |            |            |
| 1994 | Federico Browne    | Martina Hingis       | Benjamin Ellwood                  | Martina Nedelkova                      |            |            |
| 1995 | Mariano Zabaleta   | Anna Kurnikova       | Kepler Orellana                   | Ludmila Varmuzova                      |            |            |
| 1996 | Sébastien Grosjean | Amélie Mauresmo      | Sébastien Grosjean                | Jitka Schonfeldova Michaela Paštiková  |            |            |
| 1997 | Arnaud di Pasquale | Cara Black           | Nicolás Massú                     | Irina Seljutina Cara Black             |            |            |
| 1998 | Roger Federer      | Jelena Dokić         | José de Armas                     | Eva Dyrberg                            |            |            |
| 1999 | Kristian Pless     | Lina Krasnorutskaja  | Julien Benneteau Nicolas Mahut    | Daniela Bedáňová                       |            |            |
| 2000 | Andy Roddick       | María Emilia Salerni | Lee Childs James Nelson           | María Emilia Salerni                   |            |            |
| 2001 | Gilles Müller      | Svetlana Kuznetsova  | Bruno Echagaray Santiago González | Petra Cetkovská                        |            |            |
| 2002 | Richard Gasquet    | Barbora Strýcová     | Florin Mergea Horia Tecău         | Elke Clijsters                         |            |            |
| 2003 | Marcos Baghdatis   | Kirsten Flipkens     | Scott Oudsema                     | Andrea Hlaváčková                      |            |            |

| År   | Drenge               | Piger                     |
| ---- | -------------------- | ------------------------- |
| 2004 | Gaël Monfils         | Michaëlla Krajicek        |
| 2005 | Donald Young         | Victoria Azarenka         |
| 2006 | Thiemo de Bakker     | Anastasija Pavljutjenkova |
| 2007 | Ričardas Berankis    | Urszula Radwańska         |
| 2008 | Yang Tsung-Hua       | Noppawan Lertcheewakarn   |
| 2009 | Daniel Berta         | Kristina Mladenovic       |
| 2010 | Juan Sebastián Gómez | Darija Gavrilova          |
| 2011 | Jiří Veselý          | Irina Khromatjeva         |
| 2012 | Filip Peliwo         | Taylor Townsend           |
| 2013 | Alexander Zverev     | Belinda Bencic            |
| 2014 | Andrej Rublev        | Catherine Bellis          |
| 2015 | Taylor Fritz         | Dalma Galfi               |
| 2016 | Miomir Kecmanović    | Anastasija Potapova       |

### Kørestolstennis
| År   | Mænd                    | Kvinder                    |
| ---- | ----------------------- | -------------------------- |
| 1991 | Randy Snow              | Chantal Vandierendonck     |
| 1992 | Laurent Giammartini     | Monique van den Bosch      |
| 1993 | Kai Schrameyer          | Monique Kalkman (2)        |
| 1994 | Laurent Giammartini (2) | Monique Kalkman (3)        |
| 1995 | David Hall              | Monique Kalkman (4)        |
| 1996 | Ricky Molier            | Chantal Vandierendonck (2) |
| 1997 | Ricky Molier (2)        | Chantal Vandierendonck (3) |
| 1998 | David Hall (2)          | Daniela Di Toro            |
| 1999 | Stephen Welch           | Daniela Di Toro (2)        |
| 2000 | David Hall (3)          | Esther Vergeer             |
| 2001 | Ricky Molier (3)        | Esther Vergeer (2)         |
| 2002 | David Hall (4)          | Esther Vergeer (3)         |
| 2003 | David Hall (5)          | Esther Vergeer (4)         |
| 2004 | David Hall (6)          | Esther Vergeer (5)         |
| 2005 | Michael Jeremiasz       | Esther Vergeer (6)         |
| 2006 | Robin Ammerlaan         | Esther Vergeer (7)         |
| 2007 | Shingo Kunieda          | Esther Vergeer (8)         |
| 2008 | Shingo Kunieda (2)      | Esther Vergeer (9)         |
| 2009 | Shingo Kunieda (3)      | Esther Vergeer (10)        |
| 2010 | Shingo Kunieda (4)      | Esther Vergeer (11)        |
| 2011 | Maikel Scheffers        | Esther Vergeer (12)        |
| 2012 | Stephane Houdet         | Esther Vergeer (13)        |
| 2013 | Shingo Kunieda (5)      | Aniek van Koot             |
| 2014 | Shingo Kunieda (6)      | Yui Kamiji                 |
| 2015 | Shingo Kunieda (7)      | Jiske Griffioen            |
| 2016 | Gordon Reid             | Jiske Griffioen (2)        |